# Tindavar
Tindavar es una entidad de población española del municipio de Yeste, perteneciente a la provincia de Albacete, en la comunidad autónoma de Castilla-La Mancha. En 2022, tenía empadronados 62 habitantes.